# Зограф-Дулова, Александра Юрьевна
Александра Юрьевна Зограф-Дулова (1850—1919) — русская пианистка. Сестра зоолога Николая Зографа и музыкального педагога Валентины Зограф-Плаксиной, мать скрипача Георгия Дулова, бабушка арфистки Веры Дуловой.

## Биография
Происходила из дворян Ярославской губернии. Родилась 9 (21) апреля 1850 года в имении Любимское (Ярославская губерния) в семье Юрия (Георгия) Христофоровича Зографа (1818—1871).
В 1870 году окончила Московскую консерваторию, ученица Рубинштейна по классу фортепиано и Чайковского по классу гармонии. В 1870—1880-х гг. успешно гастролировала в России и за границей, в дальнейшем преподавала в Москве. Автор воспоминаний о Н. Г. Рубинштейне, с продолжением печатавшихся в журнале «Музыка» в 1912 году.
Зограф-Дуловой посвящена Салонная полька (Op. 9) П. И. Чайковского.
Умерла в 1919 году Была похоронена на Ваганьковском кладбище, участок 14.

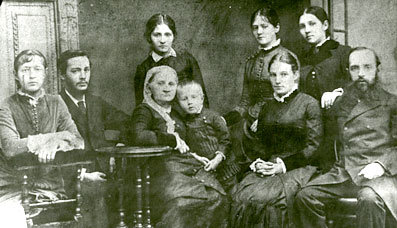
Валентина Юрьевна Зограф-Плаксина, Андрей Юрьевич Зограф, Елизавета Юрьевна Зограф, Евдокия Ивановна Зограф, Евгений Константинович Зограф, Александра Юрьевна Зограф-Дулова, Александра Дмитриевна Шуцкая-Рачинская, Мария Юрьевна Зограф, Константин Юрьевич Зограф